# بخش فرماندار دوپوی (سان لوئیس)
بخش فرماندار دوپوی (به اسپانیایی: Departamento Gobernador Dupuy) یک منطقهٔ مسکونی در آرژانتین است که در استان سان لوئیس واقع شده‌است. بخش فرماندار دوپوی ۱۹٬۶۳۲ کیلومتر مربع مساحت و ۱۱٬۱۲۰ نفر جمعیت دارد.